# Ismael Casas Casado
Ismael Casas Casado (Linares, Jaén, 7 de marzo de 2001) es un futbolista español que juega en la demarcación de defensa para el C. F. Fuenlabrada de la Primera Federación.

## Trayectoria
Nacido en Linares, provincia de Jaén, ingresó en las categorías inferiores del Málaga C. F. con apenas 12 años 2013. En la temporada 2018-19 jugó con el filial 27 partidos en Segunda División B.
El 17 de agosto de 2019 debutó con el primer equipo en Segunda División en un encuentro frente al Racing de Santander que acabaría con victoria por cero goles a uno. En tres temporadas, la primera de ellas participando también con el filial, jugó 46 partidos entres Liga y Copa, llegando a ser el capitán más joven en la historia del club.
En junio de 2022 rescindió su contrato y fichó por el AEK Larnaca chipriota, dirigido entonces por José Luis Oltra. Allí disputó 40 partidos en dos años y en julio de 2024 regresó al fútbol español para jugar en el C. F. Fuenlabrada.

## Selección nacional
Fue convocado por la selección española sub-18 y sub-20.

## Clubes
| Club               | País   | Año       | Partidos | Goles |
| ------------------ | ------ | --------- | -------- | ----- |
| Atlético Malagueño | España | 2018-2019 | 27       | 0     |
| Málaga C. F.       | España | 2019-2022 | 46       | 0     |
| AEK Larnaca        | Chipre | 2022-2024 | 40       | 1     |
| C. F. Fuenlabrada  | España | 2024-     |          |       |